# Веркмайстер, Генрих
Генрих Веркмайстер (нем. Heinrich Werkmeister, яп. ハインリヒ・ヴェルクマイスター; 31 марта 1883, Бармен (город, Германия) — 16 августа 1936, Токио) — немецкий дирижёр, виолончелист, композитор и музыкальный педагог, работавший в Японии.
Получил первые уроки музыки у своего отца, также Генриха Веркмайстера (1838—1924), игравшего на контрабасе и фаготе в городском оркестре Бармена-Эльберфельда под руководством Антона Краузе. В 1901—1907 гг. учился в Берлинской высшей школе музыки у Роберта Хаусмана (виолончель).
По окончании консерватории был направлен германским правительством в Японию для преподавания в Токийской школе музыки, где вёл курсы виолончели и композиции, а также возглавил оркестр. Среди его учеников были, в частности, Косаку Ямада, Киёси Нобутоки и другие заметные музыканты. Одновременно занимался композицией. В 1921 году ушёл с преподавательской работы, сосредоточившись на концертной активности, в том числе при императорском дворе.
В Японии Веркмайстер активно занимался композицией, однако почти всё, что было написано им до 1923 года, включая две оперы, поставленные в Токио в 1910 и 1912 гг., погибло во время Великого землетрясения Канто. Уцелела только опубликованная в 1915 году в Берлине сюита для виолончели и фортепиано, выдержанная в позднеромантическом стиле. После землетрясения лишившийся крова и всего имущества музыкант вернулся в Германию, где прожил пять лет в своём родном городе Бармен вместе со своей сестрой, фортепианным педагогом Эльзой Веркмайстер (1880—1943), изредка выступая и давая частные уроки виолончели. В 1928 году Веркмайстер повторно отправился в Японию и продолжил преподавать в Токийской школе музыки, одновременно возглавляя оркестр Осакского отделения радиовещательной корпорации NHK. Он также выступал как ансамблист в составе фортепианного трио Лео Сироты.